# USS Nevada (BB-36)
USS Nevada (BB-36) – pancernik typu Nevada Marynarki Wojennej USA z okresu I i II wojny światowej. Bliźniaczą jednostką był pancernik USS "Oklahoma" (w praktyce oba okręty technicznie różniły się od siebie – m.in. napędem, rodzajem płyt pancernych, szczegółami w konstrukcji ochrony przeciwtorpedowej itp. – nawet po przebudowie). 
Stępkę pod okręt położono 4 listopada 1912 roku, wodowanie odbyło się 11 lipca 1914 roku. Matką chrzestną była 11-letnia Eleanor Anne Seibert. Okręt oddano do służby 11 marca 1916 r.

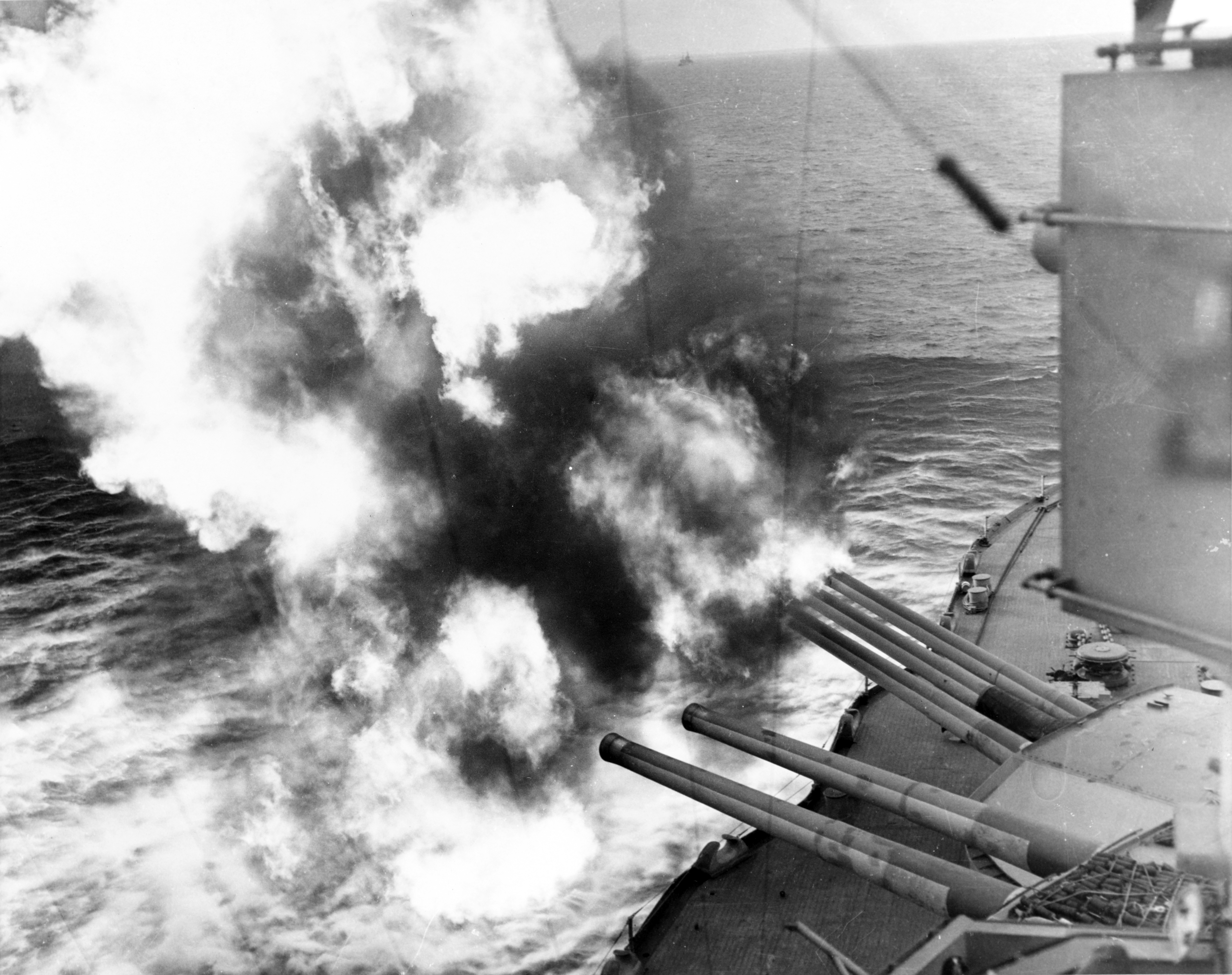
USS Nevada wspiera ogniem artyleryjskim oddziały desantowe na Utah Beach, 6 czerwca 1944 r.

W latach 1927–1929 okręt został całkowicie przebudowany. Wymieniono między innymi kotły, turbiny, przekładnie, śruby, armaty, system kierowania ogniem, wzmocniono opancerzenie pionowe i poziome, dodano zbiorniki wypornościowe i dodatkowe grodzie przeciwtorpedowe, zmieniono architekturę nadbudówek i poprawiono social. Po przebudowie USS „Nevada” operował głównie na Pacyfiku.
Podczas japońskiego ataku na Pearl Harbor 7 grudnia 1941 r. USS „Nevada” znajdował się na końcu tzw. Battleship Row (Kotwicowiska Pancerników), tuż za rufą USS „Arizona”. Położenie to było bardzo niefortunne, ze względu na wystawienie kadłuba na ataki torpedowe od lewej burty oraz na fakt, że na „Arizonie” wkrótce wybuchł magazyn ładunków miotających wieży nr 2, co mogło doprowadzić do zagłady także stojący z tyłu USS „Nevada”. W związku z tym okręt odcumowano i poprowadzono w kierunku kanału wyjściowego. Podczas tej operacji pancernik został uszkodzony przez płonące paliwo z rozbitego USS „Arizona”, a ponadto otrzymał trafienie torpedą, ciężką bombą o masie 800 kg (to trafienie jest kwestią sporną i nie znajduje potwierdzenia w raportach japońskich oraz części raportów amerykańskich; według nowszych analiz zniszczenia uznane za skutki wybuchu bomby 800 kg spowodowała jedna z bomb 250 kg) oraz 5- bezpośrednio i 10- pośrednio bombami o masie 250 kg. W rewanżu załoga USS „Nevada” mogła poszczycić się pewnym zestrzeleniem pięciu samolotów wroga i trzech dalszych prawdopodobnie. Uszkodzenia okrętu były niewielkie i kontynuowano rejs w kierunku wyjścia z portu. Jednak obawy przed atakiem japońskich okrętów podwodnych rzekomo patrolujących wybrzeże wokół Pearl Harbor spowodowały panikę w dowództwie i wydano rozkaz zakazujący jakiemukolwiek okrętowi opuszczania bazy. Ponadto obawiano się, że lekko przegłębiony na dziób pancernik „Nevada” stanie się celem kolejnych ataków i może zablokować płytki kanał wyjściowy. W związku z tym przy pomocy holowników przeprowadzono okręt w kierunku plaży Hospital Point, gdzie osadzono go dziobem na mieliźnie.
Okręt został w latach 1942–43 wyremontowany i przebudowany według doświadczeń wyniesionych z Pearl Harbor. Wziął udział w lądowaniu wojsk alianckich w Normandii. Następnie brał udział w operacjach desantowych na Iwo Jimie i Okinawie.

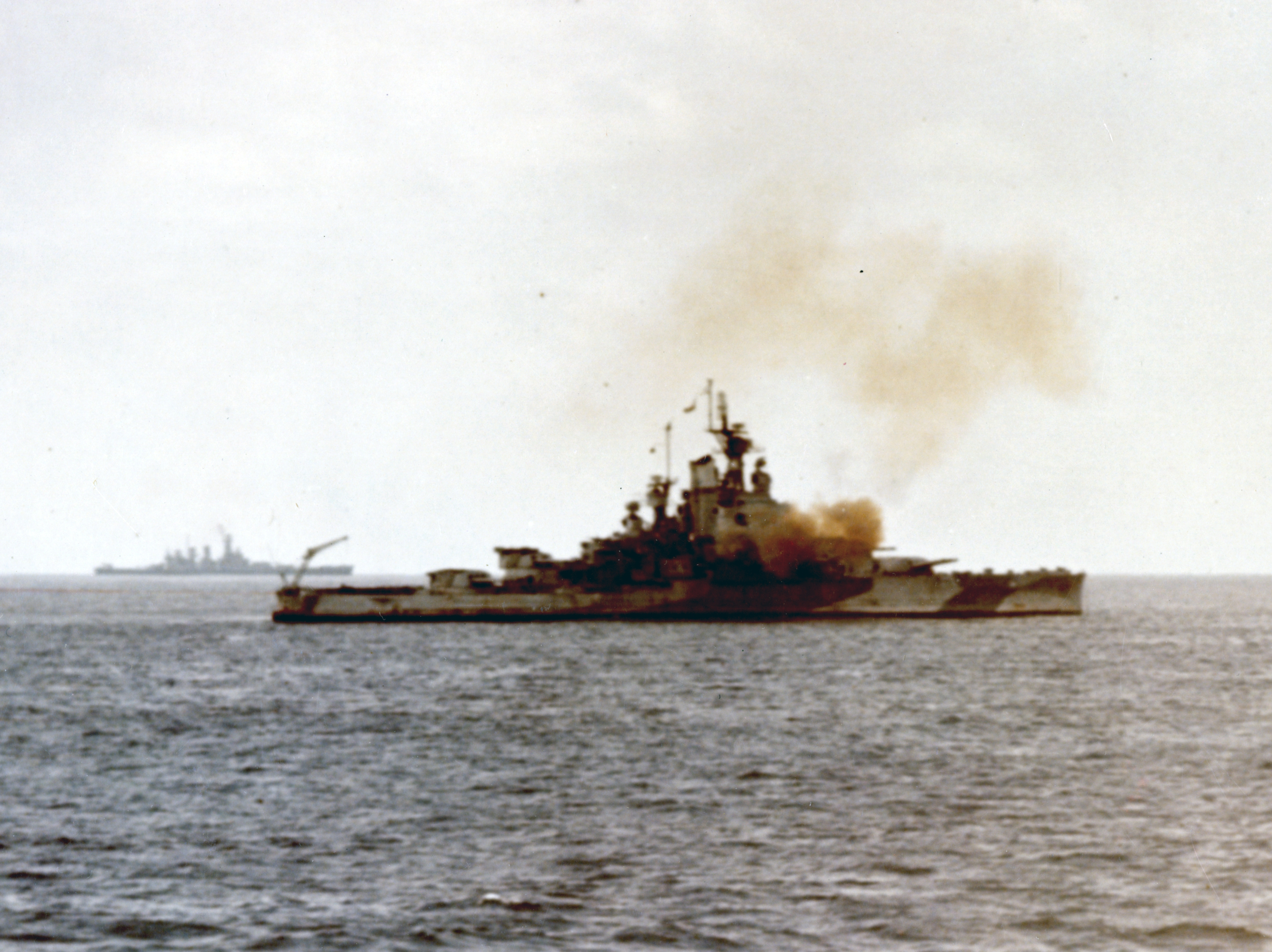
USS Nevada ostrzeliwuje Iwo Jimę. Na drugim planie pancernik USS Washington, 19 lutego 1945 r.

Po zakończeniu wojny okręt posłużył do testów broni jądrowej w lipcu 1946 roku na atolu Bikini w ramach „Operacji Crossroads”. Pancernik bez większych szkód przetrwał dwa wybuchy (powietrzny i podwodny). Broń jądrowa okazała się nieskuteczna do walki z pancernikami – pancerz USS „Nevada” pozostał nietknięty, a dzięki systemowi nadciśnieniowych filtrów, opad radioaktywny nie przeniknął do wnętrza okrętu. Niedługo potem, 29 sierpnia 1946 roku okręt został wycofany ze służby i stał się okrętem-celem. Pomimo wielu trafień bombami i rakietami przeciwokrętowymi Tiny Tim zrzuconymi z samolotów lotnictwa morskiego, Nevada utrzymał się na powierzchni praktycznie bez szwanku. Dalsze bombardowania, tym razem potężnymi pociskami APC Mk-8 kalibru 406 mm (masa 1225 kg) i 152 mm wystrzelonymi z pancernika „Iowa” oraz dwóch krążowników także nie przyniosły efektów. USS Nevada miał tylko niewielki przechył na burtę i pożar na pokładzie głównym. Był to kolejny praktyczny dowód na to, jak bardzo udana i solidna była konstrukcja tego pancernika. Ostatecznie okręt zatonął 31 lipca 1948 roku w wyniku ćwiczebnych ataków torpedowych na Hawajach.
11 maja 2020 roku wrak „Nevady” został odnaleziony ok. 65 mil morskich (ok. 120 km) na południowy zachód od Pearl Harbor.

## Dane techniczne
- Masa 1941:
- wyporność standardowa     - 29 531 ton metrycznych
- wyporność pełna (bojowa)  - 32 215 ton metrycznych
- wyporność maksymalna      - 34 451 ton metrycznych
- Pancerz 1941:
  - Burta                   - 343 mm A + skos pokładu 92 mm STS
  - Burta poniżej KLW       - 343-203 mm A + skos pokładu 92 mm STS
  - Maszyna sterowa         - 330 mm A (pancerz wychylony)
  - Pokład dziobowy         - 12,7 mm MS
  - Pokład górny            - 31,7 mm STS
  - Pokład pancerny         - 127 mm STS/NS/MS
  - Pokład dolny            - 38,1 mm STS/MS (92 mm STS/MS na skosach)
  - Barbety                 - 330 mm A
  - Trzydziałowe wieże art. głównej - 457 mm A przód, 228 mm A boki, 203 mm A tył i 152 mm STS dach
  - Dwudziałowe wieże art. głównej - 406 mm A przód, 228 mm A boki, 203 mm A tył i 152 mm STS dach
  - Główne grodzie cytadeli - 330 mm A
  - Główne Stanowisko Dowodzenia (GSD) - 406 mm A + 101 mm STS (dach 152 mm STS)
  - Ochrona podwodna:       - Warstwowy system czterech cienkich grodzi wzdłużnych (w tym gródź główna o grubości 38 mm STS) o łącznej szerokości (wliczając w to zbiornik wypornościowy i podwójne poszycie burty) 6,9 metra z każdej burty oraz system komór z cieczą dna podwójnego (potrójnego w rejonie kotłowni i maszynowni)

### Uzbrojenie
- Uzbrojenie 1941:

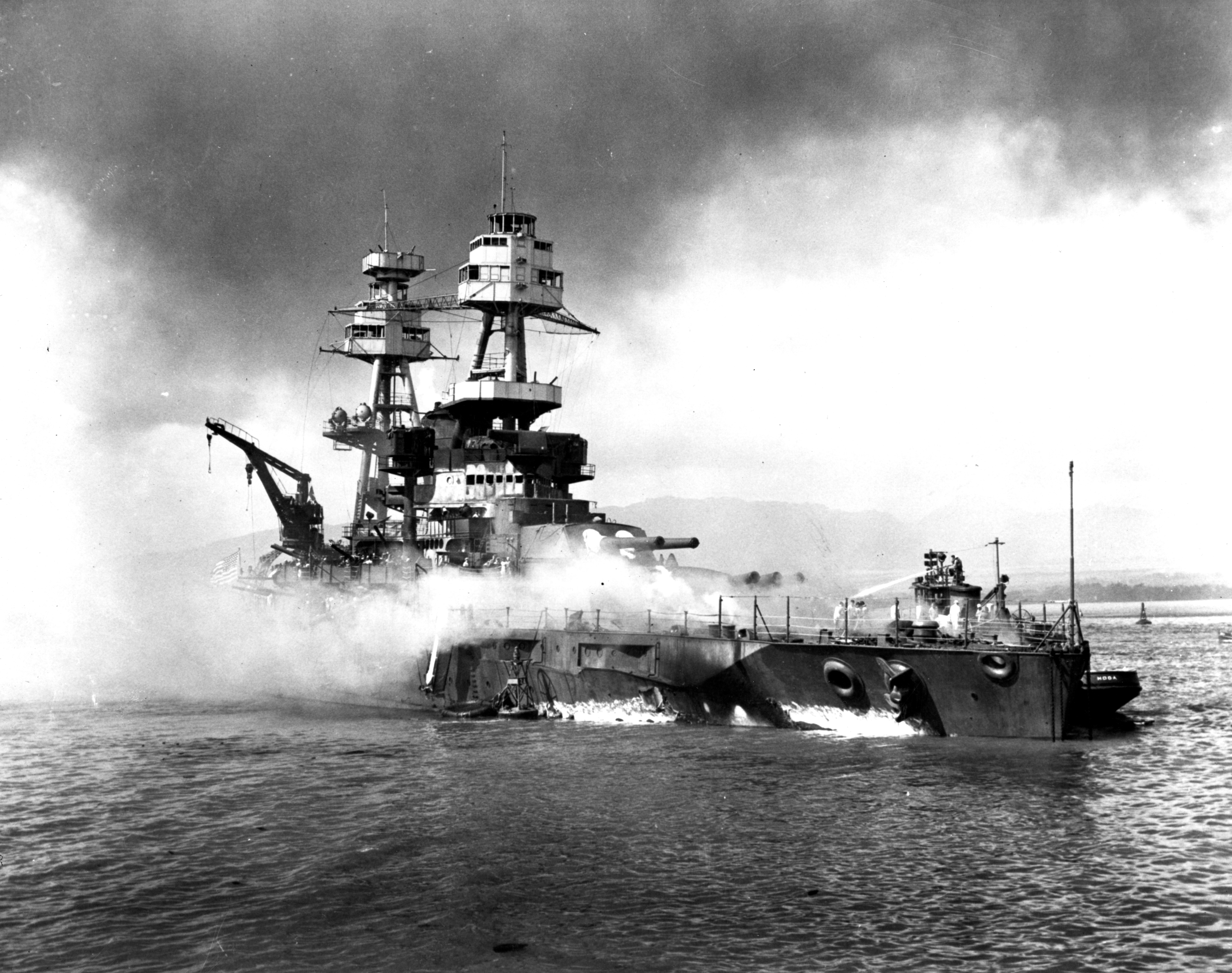
Płonący USS Nevada po ataku na Pearl Harbor koło Hospital Point

  - Artyleria główna        - 10 x 356 mm L/45(inne języki) (2 x 3 i 2 x 2)
  - Artyleria średnia       - 10 x 127 L/51 (10 x 1)
  - Artyleria uniwersalna   - 8 x 127 mm L/25 (8x1)
  - Art. przeciwlotnicza    - 4 x 76 mm L/50 (4x1) i 14 x Browning kal. 12,7 mm (14 x 1)
- System kierowania ogniem 1941:
  - Dla art. głównej        - dwa dalocelowniki optyczne Mk-20 z dalmierzami stereoskopowymi Mk-10 + 2 dalmierze stereoskopowe Mk-19 + analogowy kalkulator artyleryjski Ford Mk-2 Mod. 2
  - Dla art. średniej i przeciwlotniczej: dwa dalocelowniki optyczne Mk-1 Mod. 2 + 2 dalocelowniki Mk-19 + 4 dalmierze stereoskopowe Mk-3 + 2 dalocelowniki Mk-13 + dalocelownik Mk-28 + 4 dalocelowniki Mk-44 + analogowy kalkulator artyleryjski Ford Mk-2 Mod. 2

### Napęd
Napęd 1941:
- Kotły                   - 6 x Bureau Express (średniego ciśnienia)
- Turbiny                 - 2 x Curtiss z jednostopniową przekładnią, dwie śruby, jeden ster
- Maksymalna moc maszyn   - 31 759 SHP
- Prędkość maksymalna     - 21,5 w (na próbach 20,28 w. bez przeciążenia, przy wyporności 32 590 t)
- Zasięg                  - 15 700 Mm / 10 w. (6090 Mm / 18 w.)
- Zapas paliwa            - 5013 t